# Diálogos de un matrimonio
Diálogos de un matrimonio es una serie española de televisión, emitida por TVE en 1982, con dirección de Cayetano Luca de Tena y guiones de Santiago Moncada.

## Argumento
La serie narra, en tono de comedia, la convivencia de Carlos y Ana, un matrimonio que lleva ya algunos años casados, pese a lo cual, las dificultades por los pequeños problemas domésticos no son siempre sencillas de solucionar. Especialmente con motivo de la presencia de la suegra Matilde.

## Reparto
- Jesús Puente...Carlos.
- María Luisa San José...Ana.
- Mari Carmen Prendes...Matilde.
- Julia Trujillo
- Miguel Ángel

## Listado de episodios (parcial)
- Ella y él.
- La visita.
- Madre e hija.
- Del amor, el matrimonio y otras menudencias
- Aniversario
- El jefe
- La rubia del sexto
- La edad difícil
- Problemas familiares